# Liste de villes du Nicaragua

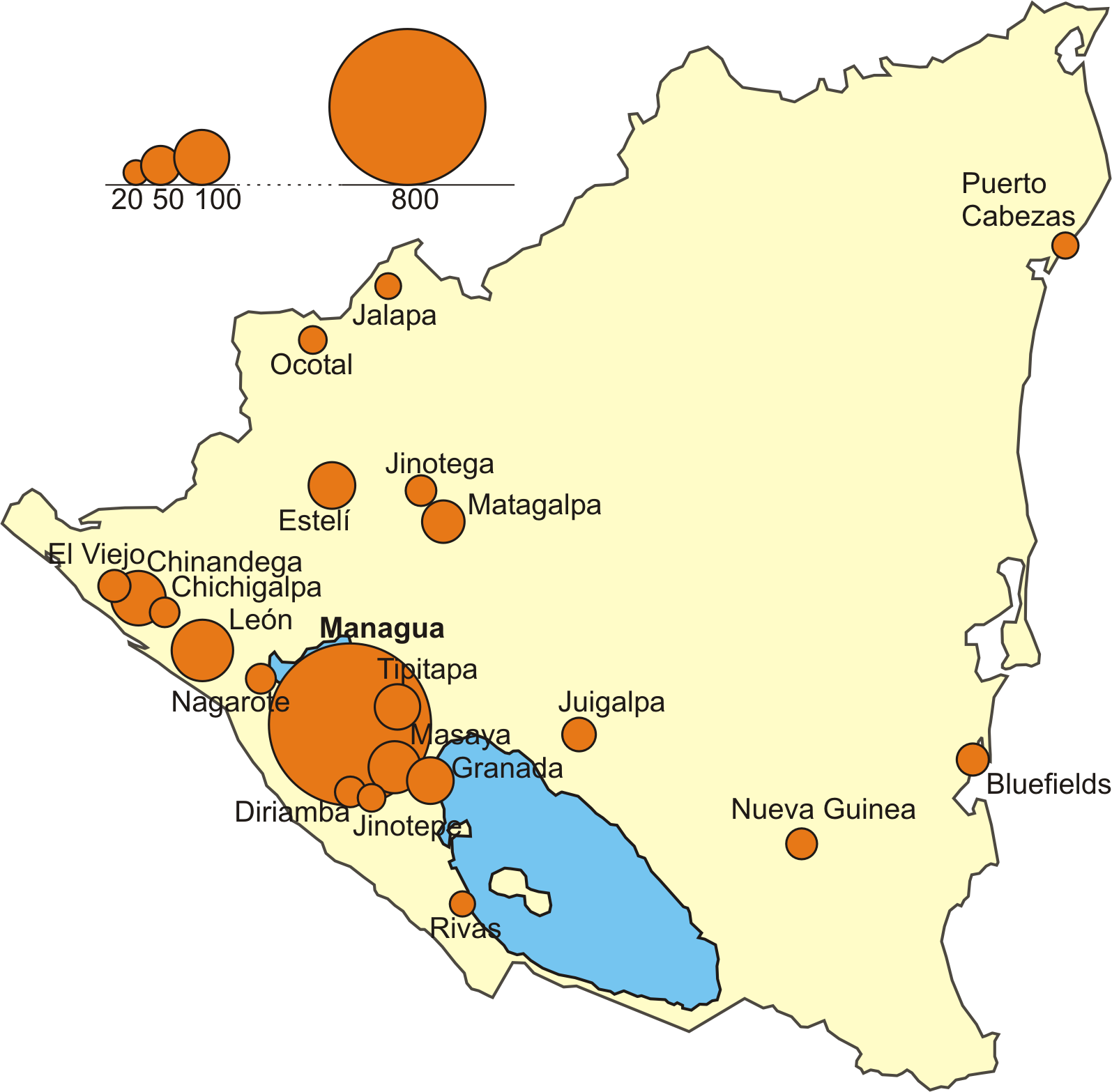
Carte des villes du Nicaragua

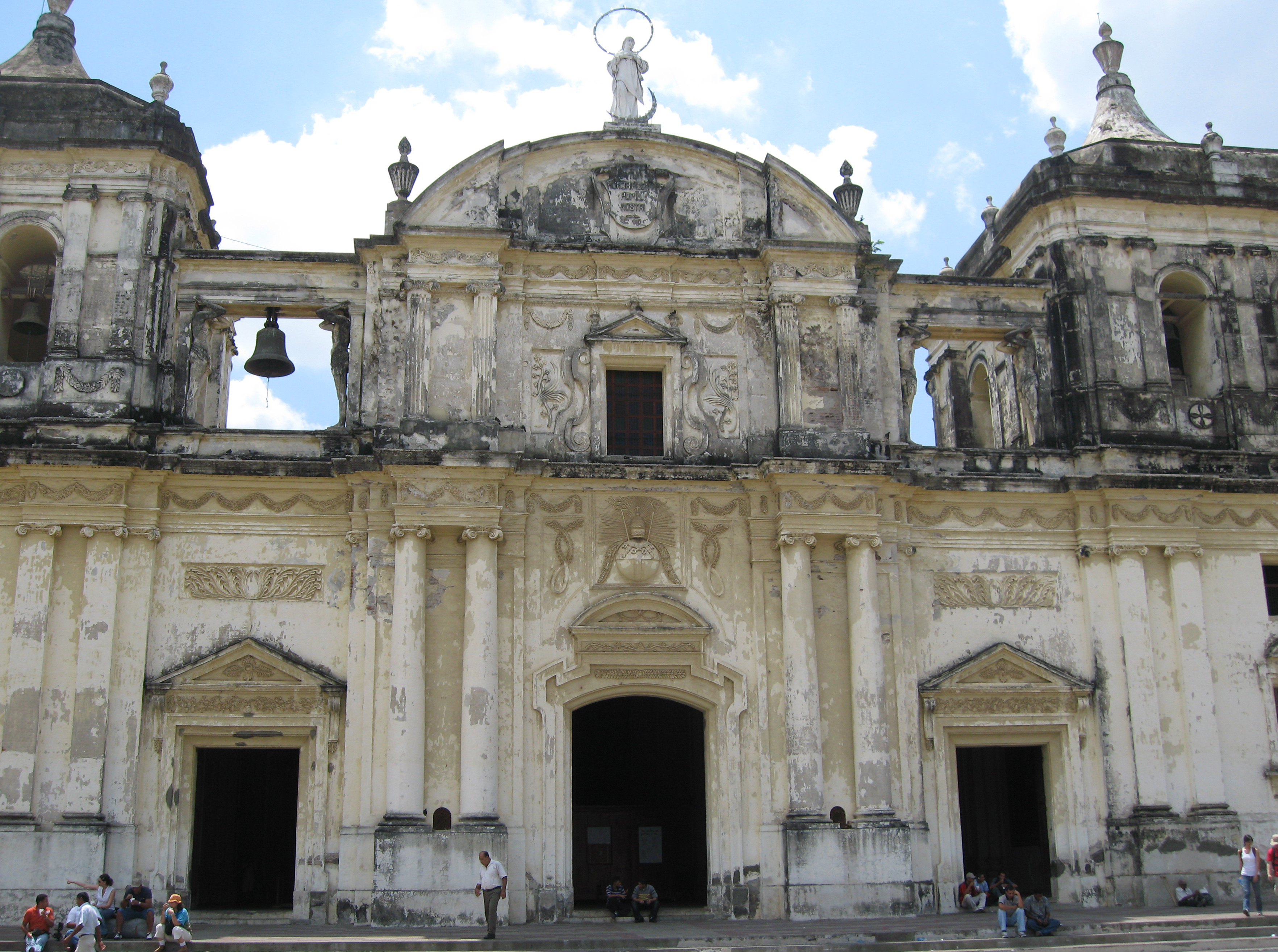
León

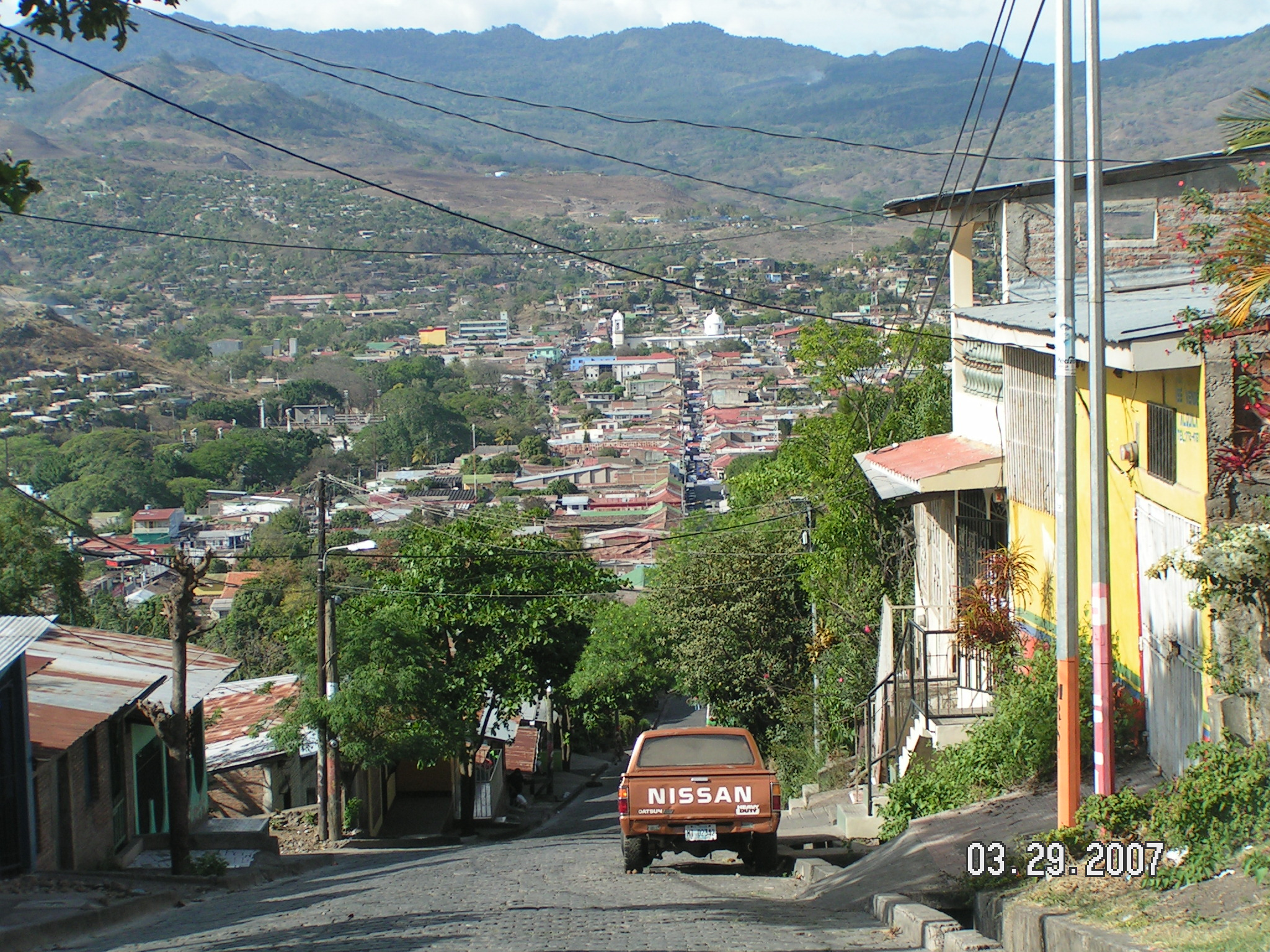
Matagalpa

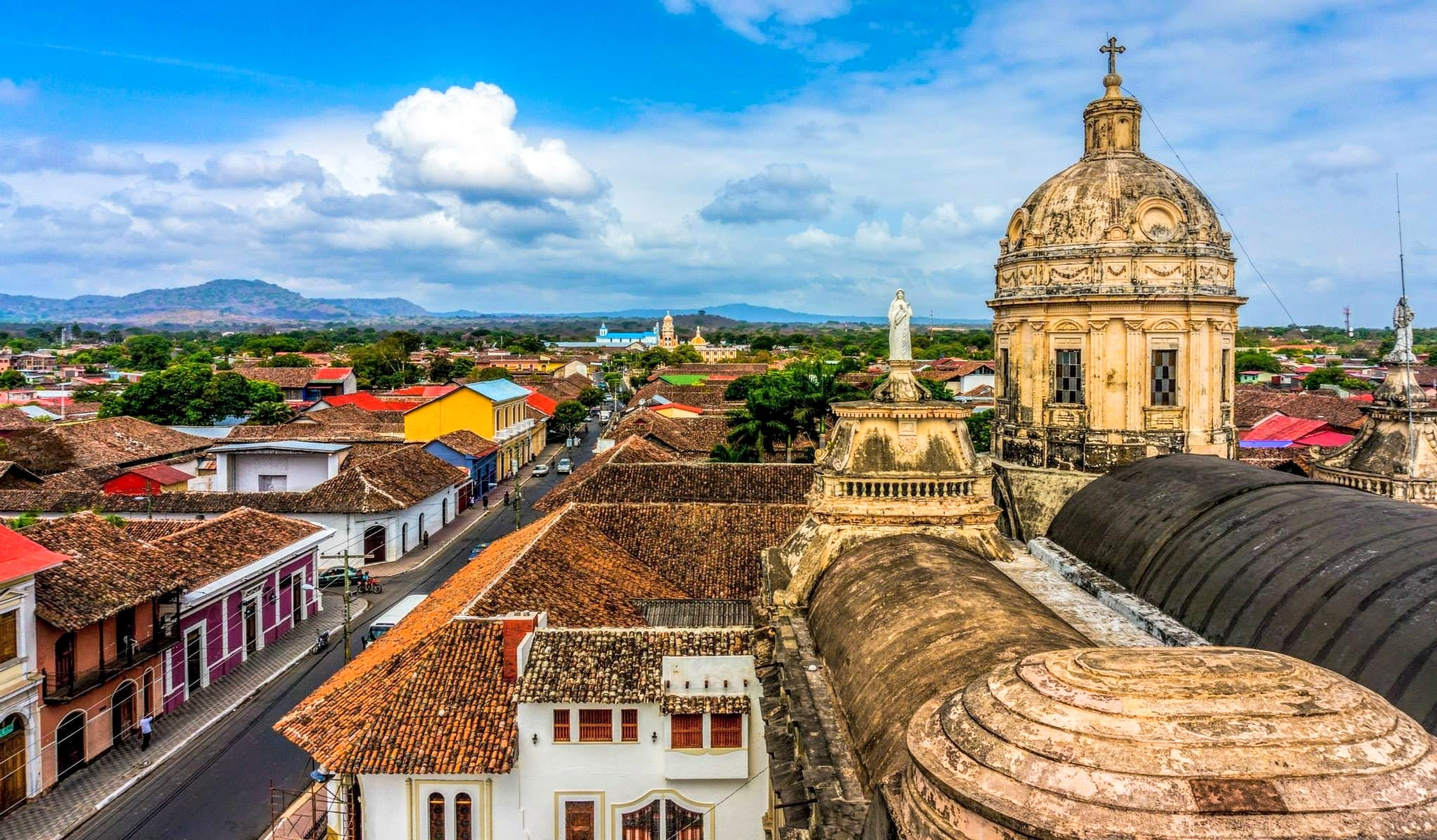
Granada (Nicaragua)

Cette page présente une liste des villes du Nicaragua (Municipias), au nombre de 153. Elles sont généralement constituées d'une entité urbaine et de plusieurs villages.
Le tableau suivant donne la liste des agglomérations urbaines de plus 10.000 habitants, les résultats sont ceux des recensements du 20 avril 1971, 25 avril 1995 et 28 mai 2005. Les chiffres de la population correspondent à la définition d'unité urbaine et non au découpage administratif des municipalités.

## Villes du Nicaragua de plus de 10 000 habitants
| Rang | Ville                  | Cens. 1971 | Cens. 1995 | Cens. 2005 | Département       |
| ---- | ---------------------- | ---------- | ---------- | ---------- | ----------------- |
| 1.   | Managua                | 384.904    | 864.201    | 908.892    | Managua           |
| 2.   | León                   | 54.841     | 123.865    | 139.433    | León              |
| 3.   | Chinandega             | 29.922     | 97.387     | 95.614     | Chinandega        |
| 4.   | Masaya                 | 30.796     | 88.971     | 92.598     | Masaya            |
| 5.   | Estelí                 | 19.801     | 71.550     | 90.294     | Estelí            |
| 6.   | Tipitapa               | 5.674      | 67.925     | 85.948     | Managua           |
| 7.   | Matagalpa              | 20.682     | 59.397     | 80.228     | Matagalpa         |
| 8.   | Granada                | 35.422     | 71.783     | 79.418     | Granada           |
| 9.   | Ciudad Sandino         | ...        | ...        | 72.501     | Managua           |
| 10.  | Juigalpa               | 8.772      | 36.999     | 42.763     | Chontales         |
| 11.  | Jinotega               | 10.235     | 30.824     | 41.134     | Jinotega          |
| 12.  | Puerto Cabezas         | 5.528      | 22.588     | 39.428     | Côte caraïbe nord |
| 13.  | El Viejo               | 8.480      | 33.607     | 39.178     | Chinandega        |
| 14.  | Bluefields             | 14.406     | 33.745     | 38.623     | Côte caraïbe sud  |
| 15.  | Diriamba               | 10.151     | 30.558     | 35.222     | Carazo            |
| 16.  | Chichigalpa            | 14.596     | 28.823     | 34.243     | Chinandega        |
| 17.  | Ocotal                 | 7.734      | 25.264     | 34.190     | Nueva Segovia     |
| 18.  | Jinotepe               | 12.461     | 25.132     | 31.257     | Carazo            |
| 19.  | Rivas                  | 10.007     | 20.868     | 27.650     | Rivas             |
| 20.  | Nueva Guinea           | ...        | 31.359     | 25.585     | Côte caraïbe sud  |
| 21.  | Mateare                | 1.331      | 11.417     | 25.313     | Managua           |
| 22.  | Jalapa (Nueva Segovia) | 3.604      | 21.668     | 24.435     | Nueva Segovia     |
| 23.  | San Rafael del Sur     | 2.896      | 19.083     | 23.420     | Managua           |
| 24.  | Sébaco                 | 3.200      | 16.102     | 22.431     | Matagalpa         |
| 25.  | Boaco                  | 6.443      | 17.344     | 20.405     | Boaco             |
| 26.  | Nagarote               | 7.250      | 19.646     | 19.614     | León              |
| 27.  | La Paz Centro          | 6.622      | 17.299     | 19.010     | León              |
| 28.  | San Marcos             | 3.491      | 16.041     | 18.852     | Carazo            |
| 29.  | Somoto                 | 5.579      | 14.218     | 18.126     | Madriz            |
| 30.  | Nindirí                | 2.148      | 7.563      | 17.313     | Masaya            |
| 31.  | Ciudad Darío           | 5.708      | 9.745      | 16.646     | Matagalpa         |
| 32.  | Corinto                | 13.371     | 16.926     | 16.466     | Chinandega        |
| 33.  | Nandaime               | 5.677      | 14.594     | 15.866     | Granada           |
| 34.  | Masatepe               | 7.181      | 13.924     | 15.482     | Masaya            |
| 35.  | El Rama                | 1.432      | 17.138     | 14.838     | Côte caraïbe sud  |
| 36.  | Camoapa                | 4.485      | 11.110     | 13.995     | Boaco             |
| 37.  | Somotillo              | 1.853      | 9.891      | 13.290     | Chinandega        |
| 38.  | Río Blanco             | ...        | 9.242      | 12.933     | Matagalpa         |
| 39.  | La Concepción          | 2.684      | 8.986      | 12.234     | Masaya            |
| 40.  | San Carlos             | 2.487      | 8.909      | 12.174     | Río San Juan      |
| 41.  | Santo Tomás            | 2.320      | 10.167     | 11.678     | Chontales         |
| 42.  | Larreynaga             | 4.183      | 5.475      | 11.292     | León              |
| 43.  | La Trinidad            | 3.410      | 7.267      | 11.000     | Estelí            |
| 44.  | Siuna                  | ...        | 8.530      | 10.345     | Côte caraïbe nord |
| 45.  | Ticuantepe             | ...        | 7.749      | 10.328     | Managua           |
| 46.  | Condega                | 3.399      | 7.856      | 10.067     | Estelí            |

### Sources
- (de) Cet article est partiellement ou en totalité issu de l’article de Wikipédia en allemand intitulé « Liste der Städte in Nicaragua » (voir la liste des auteurs).